# Monts de Sankamphaeng
Les montagnes de Sankamphaeng (en thaï : ทิวเขาสันกำแพง, RTGS : Thio Khao San Kamphaeng, API : tʰīw kʰǎw sǎn kāmpʰɛ̄ːŋ, littéralement « fortification » ou  « contrefort ») sont une chaîne de montagnes de l'Est de la Thaïlande. C'est un prolongement méridional des montagnes de Dong Phaya Yen, qui sépare le bassin de la Chao Phraya et le plateau de Khorat du Nord-Est de la Thaïlande. Longue de 180 km, la chaîne est continuée à l'est par les monts Dângrêk (ou Dongrak).
La chaîne est drainée par le Mun et le Klong Praprong. Le pic le plus élevé est le Khao Rom, à 1 351 m, connu aussi comme Khao Khiao (« montagne verte »).

## Protection environnementale
La vaste zone naturelle montagneuse protégée de Sankamphaeng qui borde au sud-ouest le plateau de Korat, appelée complexe forestier de Dong Phayayen-Khao Yai  (6 152 km2), longue de 230 km d'est en ouest et large en moyenne de 25 km, est reconnue au Patrimoine mondial de l'humanité par l'UNESCO depuis 2005 en raison de sa biodiversité,,.
Le plus célèbre parc des monts de Sankamphaeng est le premier parc national de Thaïlande, le parc national de Khao Yai, établi en 1962. Les autres sont le parc national de Ta Phraya (près de la frontière avec la Cambodge), le parc national de Thap Lan, le parc national de Pang Sida, le parc national de Phra Phutthachai et le sanctuaire de faune Dongyai.